# Clarac (Haute-Garonne)
Clarac (okzitanisch gleichlautend) ist eine französische Gemeinde mit 676 Einwohnern (Stand 1. Januar 2022) im Département Haute-Garonne in der Region Okzitanien (vor 2016 Midi-Pyrénées); sie gehört zum Arrondissement Saint-Gaudens und zum Kanton Saint-Gaudens. Die Einwohner werden Claracais genannt.

## Geografie
Clarac liegt in der historischen Provinz Comminges am Ufer der Garonne, etwa neun Kilometer westlich von Saint-Gaudens. Umgeben wird Clarac von den Nachbargemeinden Le Cuing im Norden, Bordes-de-Rivière im Osten, Pointis-de-Rivière im Süden sowie Ponlat-Taillebourg im Nordwesten.
Durch die Gemeinde führt die Autoroute A64. Hier liegt auch der Flugplatz Saint-Gaudens-Montréjeau.

## Bevölkerungsentwicklung
| Jahr                       | 1962 | 1968 | 1975 | 1982 | 1990 | 1999 | 2006 | 2014 | 2020 |
| Einwohner                  | 137  | 167  | 189  | 255  | 452  | 508  | 557  | 616  | 668  |
| Quellen: Cassini und INSEE |      |      |      |      |      |      |      |      |      |

## Sehenswürdigkeiten

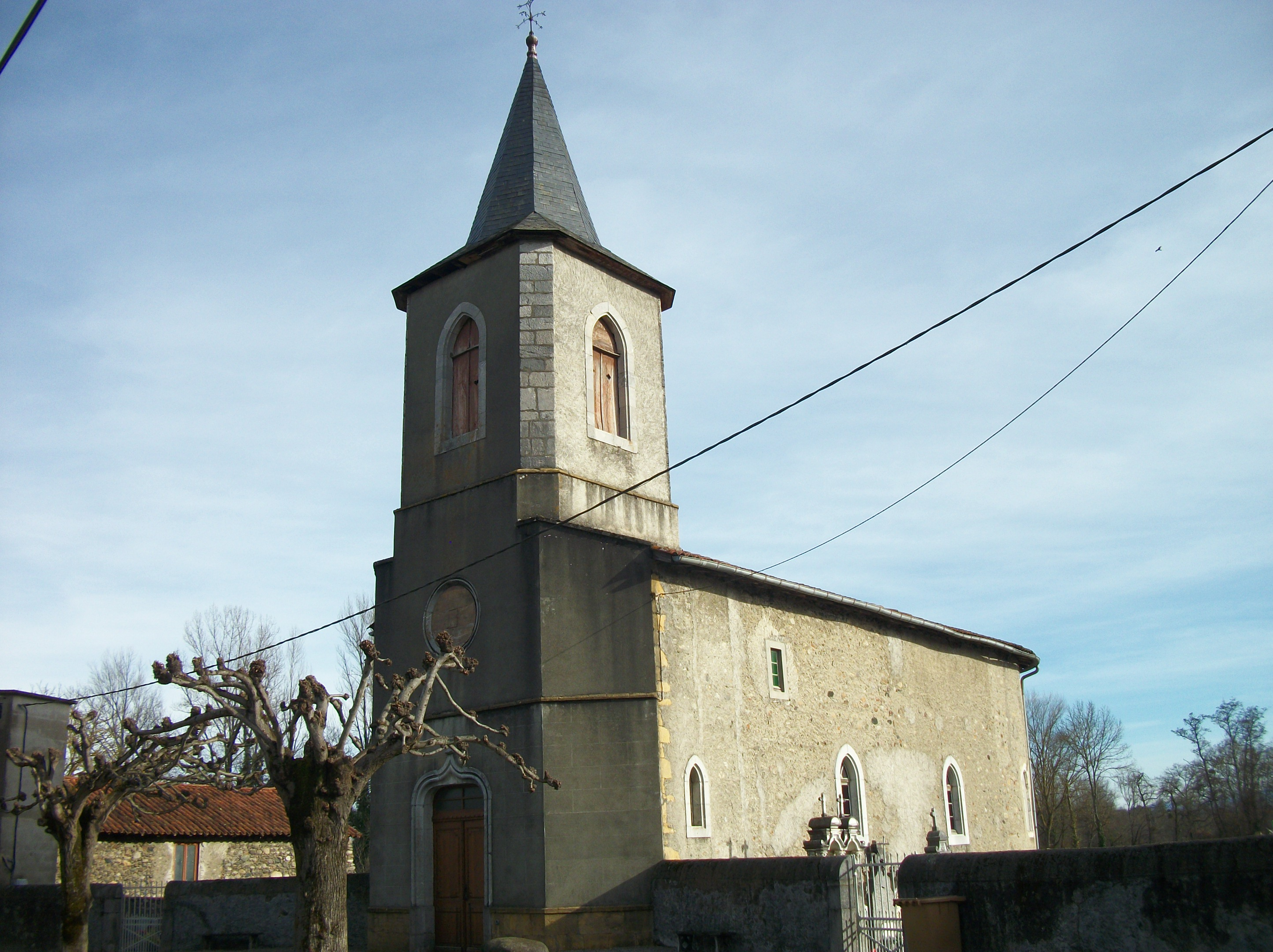
Kirche Saint-Blaise
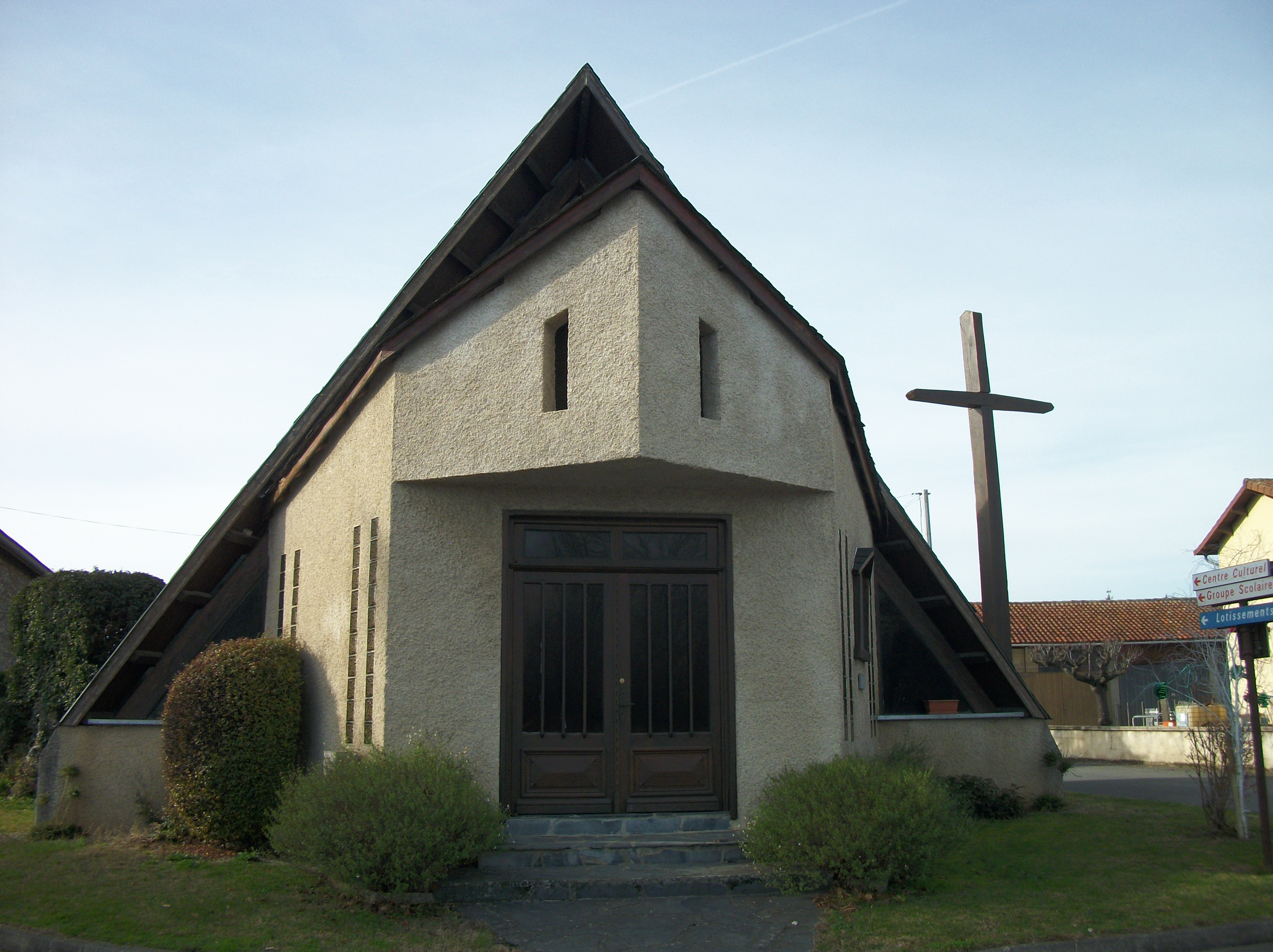
Kapelle Sainte-Anne
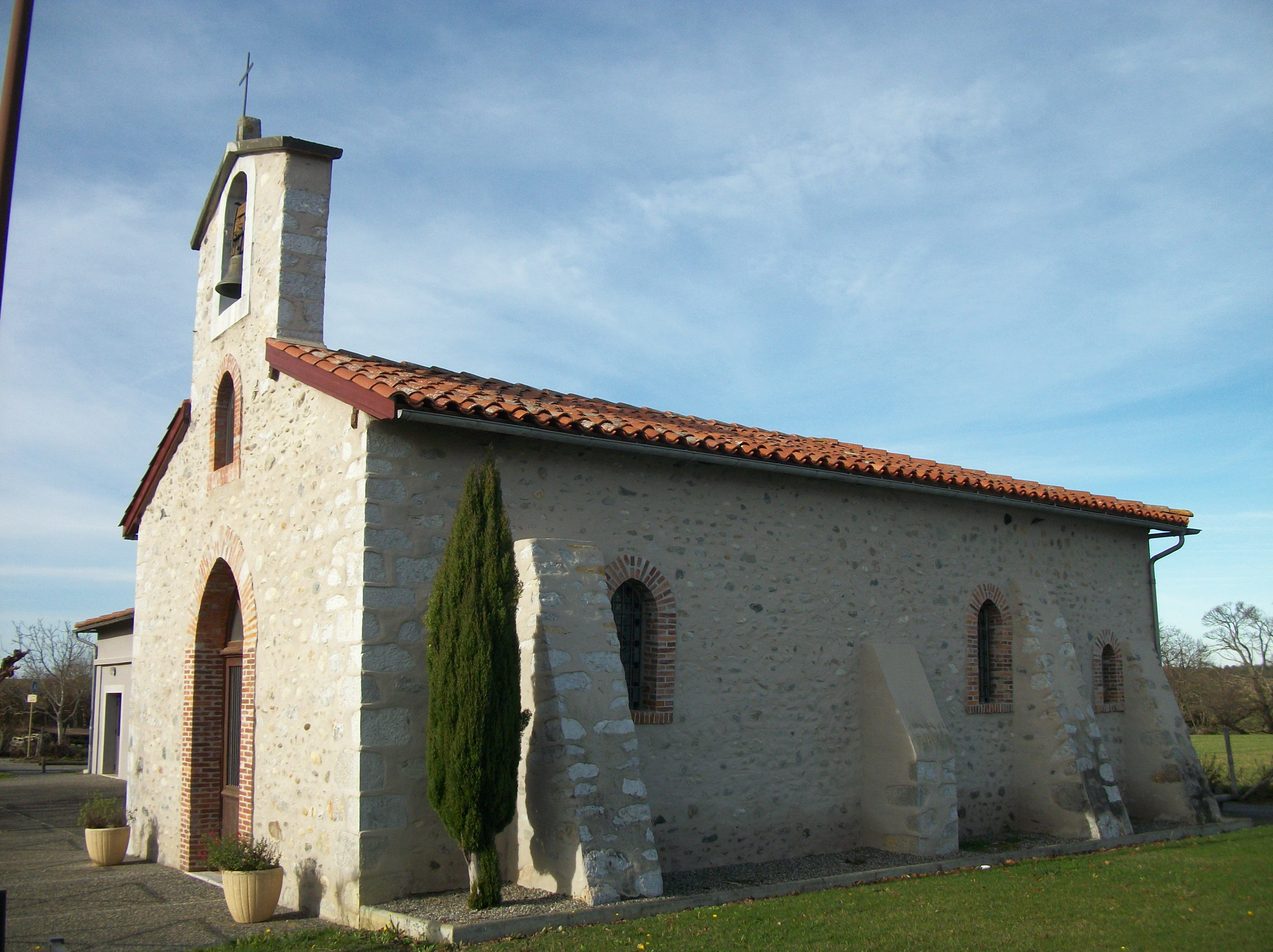
Kapelle im Ortsteil Spéhis
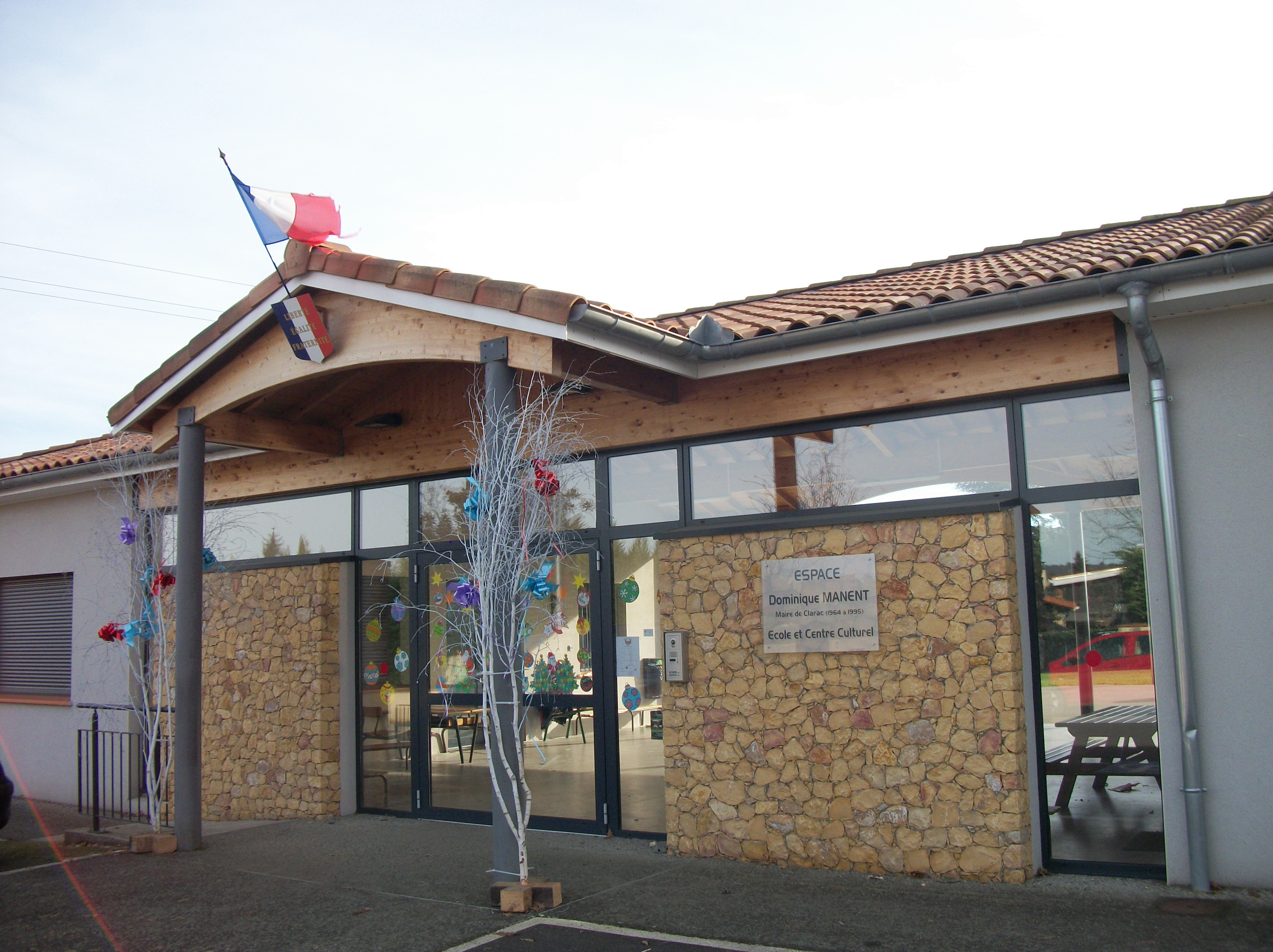
Schule und Kulturzentrum

- Kirche Saint-Blaise
- Kapelle Sainte-Anne
- Kapelle im Ortsteil Spéhis
- Schule und Kulturzentrum